# Wolstenholme Ø
Wolstenholme Ø är en ö i Grönland (Kungariket Danmark).   Den ligger i kommunen Qaasuitsup, i den nordvästra delen av Grönland, 1 500 km nordväst om huvudstaden Nuuk. Arean är 43 kvadratkilometer.
Terrängen på Wolstenholme Ø är lite kuperad. Öns högsta punkt är 539 meter över havet. Den sträcker sig 7,8 kilometer i nord-sydlig riktning, och 9,1 kilometer i öst-västlig riktning.